# حفاظت از زیرساخت‌های حیاتی
حفاظت از زیرساخت‌های حیاتی (CIP) به مجموعه فعالیت‌هایی گفته می‌شود که برای حفاظت زیرساخت‌ها (Infrastructure) که در هر کشوری بنیان اساسی جامعه آن کشور محسوب می‌شوند و آسیب به آن‌ها می‌تواند پیامدهای جبران‌ناپذیری را در کشورها ایجاد نماید و آسیب در یک بخش می‌تواند بخش‌های دیگر را نیز تحت تأثیر جدی قرار دهد.
برای مثال یک ویروس رایانه‌ای توزیع گاز طبیعی در یک منطقه ر ا مختل کند. این موضوع می‌تواند پیامدهایی را در تولید برق داشته باشد که به نوبه خود می‌تواند منجر به قطع خطوط شبکه‌ای و ارتباطات رایانه‌ای دیگر شود. این امر می‌تواند به ترافیک در راه‌ها، ترافیک هوایی یا حتی ترافیک قطارها منجر شود و حتی ممکن است خدمات اورژانسی را نیز تحت تأثیر قرار دهد. همین موضوع می‌تواند در اثر یک اتفاق طبیعی نیز به وجود آید و منجر به فلج شدن یک منطقه و حتی یک کشور شود.
در چنین شرایطی باید برای چنین زیرساخت‌هایی که زیرساخت‌های حیاتی نامیده می‌شوند، توصیفی دقیق ارائه شود و برای مانیتورینگ و مقابله با پیامدهای اتفاق افتادن آن‌ها آمادگی لازم را ایجاد شود. برای داشتن این آمادگی باید بخش‌های خصوصی و دولتی با هم همکاری نمایند. این همکاری باید شامل موارد زیر باشد:
الف. ارزیابی آسیب‌ها در سطح فیزیکی و سایبری
ب. برنامه‌ریزی برای از بین بردن آسیب‌های اساسی
ج. توسعه سامانه‌ها برای شناسایی و جلوگیری از تلاش‌ها برای حملات احتمالی
د. هشدارهایی برای آگاهی‌های به موقع
هـ. بازسازی قابلیت‌های کلیدی بعد از حملات

## زیرساخت‌های حیاتی
زیر ساخت‌های حیاتی (Critical Infrastructure) به صورت کلی به آن دسته از سامانه‌ها، خدمات یا حتی عملیاتی گفته می‌شود که اختلال یا تخریب آن‌ها موجب تضعیف یا ناتوانی در خدمات بهداشت عمومی، تجارت و اقتصاد، امنیت ملی یا هر ترکیب دیگری از این قبیل موارد شود. این موارد شامل ارتباطات، انرژی، سامانه‌های بانکی، خطوط حمل و نقل، بهداشت عمومی و خدمات ضروری دولتی می‌شود.

### زیرساخت
زیرساخت به ساختار اولیه فیزیکی و سازمان یافته‌ای گفته می‌شود که برای اجرای مأموریت و اهداف یک سازمان یا یک جامعه مورد نیاز است و در حالت کلی به عناصر ساختاری مرتبط و بهم پیوسته‌ای گفته می‌شود که چهارچوبی را برای توسعه کل ساختارهای دیگر فراهم می‌کند و می‌تواند به عنوان یکی از عناصر توسعه یافتگی یک کشور مطرح گردد.
زیرساخت به تسهیل تولید کالاها و خدمات (شامل خدمات اجتماعی) و توزیع آن‌ها کمک می‌کند. به‌طور مثال جاده‌ها به حمل و نقل کالاها و مواد اولیه به کارخانه‌ها کمک می‌کنند.
زیرساخت‌ها می‌تواند به دو صورت کلی باشند؛ زیرساخت‌های نرم و زیرساخت‌های سخت.
زیرساخت‌های سخت می‌تواند شامل زیرساخت‌های حمل و نقل، زیرساخت‌های مدیریت آب، زیرساخت‌های ارتباطی، زیرساخت مدیریت زباله‌های جامد، زیرساخت شبکه مانیتورینگ و اندازه‌گیری زمین است.
زیرساخت‌های نرم می‌تواند شامل زیرساخت‌های حکمرانی، زیرساخت اقتصادی، زیرساخت اجتماعی زیرساخت فرهنگی و زیرساخت‌های ورزشی و تفریحی باشد.

### مدیریت دارایی‌های زیرساخت
مبنای روش مدیریت دارایی‌های زیرساخت بر پایه تعریف یک استاندارد خدمات است که چگونگی کار یک دارایی را در قالب کلمات هدفمند و قابل اندازی‌گیری توصیف می‌کند. این استاندارد شامل یک درجه حداقل شرایط است که نشان دهنده پیامدهای از کار افتادن آن دارایی زیرساختی می‌شود. اصول اساسی در مدیریت دارایی‌های زیرساخت عبارت است از:
الف. تعریف استاندارد خدمات که شامل توصیف دقیق چگونگی عملکرد و عملیات دارایی‌ها و نیز تعریف درجه حداقل شرایط است.
ب. تعریف یک رویکرد هزینه کل حیات برای مدیریت دارایی‌ها
ج. جزئیات برنامه‌ریزی مدیریت دارایی‌ها

## نقش زیرساخت در توسعه اقتصادی
سرمایه‌گذاری در زیرساخت بخشی از انباشت سرمایه‌ای است که برای توسعه اقتصادی لازم است و نیز می‌تواند به عنوان بخشی از رشد رفاه اجتماعی در ساختار اجتماعی – اقتصادی جامعه تعبیر شود. از سوی دیگر تأثیر زیرساخت در رشد اقتصادی همواره یکی از بحث‌های اساسی در بین اقتصاد دانان بوده‌است. در کشورهای توسعه یافته توسعه و گسترش شبکه‌های برق، جاده‌ها و شبکه راه‌آهن توسعه اقتصادی بارزی را سبب شده‌است. در عین حال زیرساخت تأثیر غیرمستقیمی بر زنجیره تأمین، ارزش زمین، رشد کسب و کارهای کوچک و توسعه جوامع و استفاده از فرصت‌های اقتصادی می‌گذارد.

### امنیت زیرساخت‌ها
امنیت زیرساخت به مجموعه فعالیت‌هایی گفته می‌شود که برای حفاظت از زیرساخت‌ها و به‌طور خاص زیرساخت‌های حیاتی، از قبیل فرودگاه‌ها، آزاد راه‌ها، شبکه‌های راه‌آهن، بیمارستان‌ها، پل‌ها پایانه‌های حمل و نقل، شبکه‌های ارتباطی، سدها، شبکه‌های انرژی و … انجام می‌شود. امنیت زیرساخت به دنبال محدود کردن آسیب‌پذیری چنین ساختارها و سازه‌هایی در مقابل خرابکاری تروریسم، آلودگی و … است. مهم‌ترین دلایل آسیب‌پذیری در زیرساخت‌ها که لزوم حفاظت از آن‌ها را ایجاد می‌کند شامل:
- تروریسم؛ افراد یا گروه‌هایی که به دلایل سیاسی اقدام به خرابکاری در زیرساخت‌ها می‌کنند.
- خرابکاری؛ افراد یا گروه‌هایی مثل کارکنان سابق یک مجموعه، گروه‌های سیاسی مخالف دولت یا گروه‌های طرفدار محیط زیست می‌توانند از دلایل خرابکاری باشند.
- جنگ اطلاعاتی؛ هک سامانه‌های اطلاعاتی توسط افراد برای به دست آوردن درآمدهای شخصی یا نفوذ سازمان یافته به سامانه‌های اطلاعاتی و ارتباطی یک کشور برای ایجاد خرابکاری در زیرساخت‌های آن می‌تواند از جمله جنگ‌های اطلاعاتی باشد.
- بلایای طبیعی؛ طوفان، سیل و دیگر اتفاقات طبیعی که به زیرساخت‌های حیاتی مثل خطوط انتقال نفت و آب یا شبکه‌های انتقال برق آسیب می‌زند.

### زیر ساخت‌های حیاتی
این واژه معمولاً از سوی دولت‌ها برای توصیف دارایی‌هایی استفاده می‌شود که مدیریت و عملیات ساختارهای اساسی جامعه مثل اقتصاد را ممکن می‌سازد و برای اجرای آن ضروری می‌باشند. در یک تقسیم‌بندی کلی این واژه با موارد زیر در ارتباط است:
1. تولید، حمل و نقل و توزیع برق
2. تولید، حمل و نقل و توزیع گاز
3. نفت و تولید و توزیع محصولات نفتی
4. ارتباطات و خطوط ارتباطی
5. منابع تأمین آب شامل آب آشامیدنی و نیز فاضلاب و آب‌های سطحی
6. کشاورزی و ساختارهای کشاورزی و نیز محصولات کشاورزی و خطوط توزیع آن
7. ابزارها، وسایل و اسباب گرمایشی شامل سوخت نفت و گاز طبیعی و …
8. بهداشت و سلامت عمومی شامل بیمارستان‌ها و وسائط حمل و نقل مربوط مثل آمبولانس‌ها
9. سیستم‌های حمل و نقل شامل شبکه‌های ریلی، هواپیمایی، بنادر و حمل و نقل داخلی
10. سیستم‌های خدمات مالی مثل بانک‌ها
11. سیستم‌های امنیتی شامل نیروهای پلیس و ساختارهای نظامی

## سیاست گذاری و برنامه‌ریزی در حفاظت از زیرساخت‌های حیاتی (Critical Infrastructure Protection)
از آنچه که گفته شد نتیجه می‌شود که برای مقابله با آسیب‌های مطرح شده در زیرساخت‌های حیاتی نمی‌توان بدون برنامه‌ریزی گام برداشت. این موضوع زمانی اهمیت پیدا می‌کند که بدانیم در سال‌های اخیر تعداد حملات توزیع شده ممانعت از دستیابی به خدمات بسیار زیاد شده‌است. همچنین حجم ترافیک بالایی از اینترنت برای حمله به آژانس‌های دولتی و خصوصی استفاده می‌شود. از سوی دیگر وابستگی ارائه خدمات در بخش‌های مختلف از جمله بخش‌های دولتی و غیردولتی افزایش چشم‌گیری یافته‌است؛ به‌طور مثال خدمات دولت الکترونیکی در سال‌های اخیر وابستگی شدیدی به بانکداری الکترونیکی پیدا کرده‌است (A. Alsamhan, 2014).
در کل می‌توان گفت که این آسیب‌ها می‌تواند به ضربات سنگین مالی برای دولت‌ها و بخش خصوصی بینجامد یا حتی با از بین بردن سهم بازار برخی بخش‌های خصوصی در اقتصاد آن‌ها را از چرخه رقابتی خارج سازد. بدین ترتیب می‌توان گفت که سیاست گذاری و برنامه‌ریزی در این حوزه برای کشورها بسیار حیاتی و ضروری است.

### سیاست گذاری حفاظت از زیرساخت‌های حیاتی
سیاست گذاری در حیطه زیرساخت‌های حیاتی به دنبال تعیین بازیگران اصلی در هر یک از حوزه‌های تهدیدات، عوامل مؤثر در زیرساخت‌ها و نیز پوشش مخاطرات و تهدیدات است به نحوی که بتواند ریسک‌های هر یک را شناسایی کرده و برنامه‌ریزی لازم را در شناسایی مداوم فعالیت‌های حیاتی انجام دهد و زمینه ایجاد مشارکت بخش‌های دولتی و خصوصی را فراهم نماید و فرایند مستمری را برای استفاده از ظرفیت‌های مختلف در این زمینه فراهم سازد.

### برنامه‌ریزی حفاظت از زیرساخت‌های حیاتی
هدف از برنامه‌ریزی در این حوزه توسعه یک برنامه برای حفاظت زیرساخت‌های حیاتی و جلوگیری از انجام حملات و ممانعت از ارائه خدمات این بخش هاست. این امر با ایجاد و تقویت هماهنگی و همکاری بین بخش‌های خصوصی و دولتی و نیز با ارائه دهندگان خدمات در این حوزه‌ها و ارتباط اطلاعاتی این بخش‌ها و نیز صاحبان زیرساخت‌های حیاتی امکان‌پذیر خواهد بود.
این برنامه‌ریزی باید شامل بخش‌های زیر باشد:
الف. شناسایی زیرساخت‌های حیاتی در کشور
ب. شناسایی صاحبان و مالکان اصلی و فرعی زیرساخت‌های حیاتی
ج. طراحی و ایجاد راهبردهای دفاع از زیرساخت‌های حیاتی
د. شناسایی اجزای مختلف و نقش آن‌ها در زیرساخت‌های حیاتی
هـ. توسعه سیاست‌های حفاظت و رویه‌های حفاظتی و افزایش تدریجی حفاظت از زیرساخت‌ها
و. مانورهای دوره‌ای برای بررسی اثربخشی و کارایی روش‌های حفاظت
به‌طور مثال در حوزه زیرساخت‌های اطلاعاتی و ارتباطی یکی از آسیب‌های جدی حملات توزیع شده ممانعت از ارائه خدمات (DDoS) می‌باشد که رشد بسیاری در سال‌های اخیر داشته‌است و زیان‌های مالی زیادی را به دولت‌ها تحمیل کرده‌است.

### نقش‌های کلیدی در تعیین برنامه‌ها
تعیین نقش‌های مختلفی که به نوعی با زیرساخت‌های حیاتی در ارتباط هستند و نیز فعالیت‌های کلیدی مربوط به هر یک از این نقش‌ها در میزان موفقیت برنامه‌های حفاظت از زیرساخت‌ها از جمله مهم‌ترین عوامل است. در یک تقسیم‌بندی کلی دولت به عنوان متولی اصلی ایجاد فضای عملیاتی برای بخش‌های مختلف حیاتی کشور، تعیین‌کننده اهداف اجرای برنامه‌های حفاظت از زیرساخت‌ها از یک سو و تعریف‌کننده سیاست‌ها و نقش‌های درگیر در هر یک از زیرساخت‌های حیاتی در کشور است.
از سوی دیگر دولت با مشارکت بخش خصوصی تعیین می‌کنند که چه چیزهایی در کشور از جمله زیرساخت‌های حیاتی به‌شمار می‌روند و همچنین میزان ریسک قابل قبول در هر یک از زیرساخت‌ها را معین می‌کنند.
بدین ترتیب در هر یک از زیرساخت‌های حیاتی ریسک‌های موجود اولویت بندی شده و در حیطه عملیاتی بهترین راهکارهای کنترلی برای آن‌ها مشخص می‌شوند. این امر در یک چرخه‌ای که هدف اصلی آن اطمینان از اثربخش بودن کنترل هاست، ادامه می‌یابد.
یکی از مهم‌ترین فعالیت‌هایی که باید توسط بخش‌های دولتی و خصوصی و با هماهنگی و همکاری همدیگر انجام دهند، تعیین عملکردهای حیاتی در هر یک از زیرساخت‌های حیاتی و نیز تعیین وابستگی‌های موجود در بین این عملکردهاست. در این صورت طرح‌ریزی برنامه حفاظت و تعیین ریسک‌ها و ابزارهای کنترل با دقت بیشتری انجام خواهد شد و اقدامات مؤثرتر خواهند بود.
سازمان‌های بخش خصوصی و دولتی می‌توانند از طریق مشارکت در طرح‌های حفاظت زیرساخت‌های حیاتی و موقعیت‌های اورژانسی در مقابله با تهدیدات منافع همدیگر را تأمین نمایند. بدین ترتیب برنامه‌های واکنش در برابر آسیب‌ها و تهدیدات می‌تواند منجر به ارتقای مقاومت زیرساخت‌های حیاتی گردد. این برنامه‌ها نیز باید به نوبه خود در عین حال که باید به صورت کاملاً شفاف بیان گردند، باید قابلیت اجرای بالای داشته باشند و آزمایش شده و ارزیابی شده باشند.
آزمودن برنامه‌های حفاظت به ایجاد اطمینان و افزایش هماهنگی بین بخش‌های دولتی و خصوصی می‌انجامد و نیز می‌تواند شناسایی ریسک‌های جدید و ابزارهای کنترلی آن‌ها را دقیق تر سازد.

## تفاوت بین CIP و CIIP و Cyber Security
حفاظت از زیرساخت‌های حیاتی یک مفهوم کلی تری است که می‌تواند دو مفهوم حفاظت از زیرساخت‌های اطلاعاتی حیاتی (CIIP) و نیز امنیت سایبری (Cyber Security) را نیز در خود داشته باشد.

## برنامه‌های حفاظت از زیر ساخت‌های حیاتی
در کشورها و مناطق مختلف جهان برنامه‌های حفاظت از زیرساخت‌های حیاتی اجرا می‌شود که در این بخش به چندین مورد از آن‌ها نگاهی می‌کنیم.

### آمریکا
در ایالات متحده آمریکا تقریباً تمامی فعالیت‌های مربوط به امنیت و حفاظت از زیرساخت‌های حیاتی زیر نظر وزارت امنیت داخلی (DHS) انجام می‌گیرد. تا قبل از ۱۱ سپتامبر سال ۲۰۱۱ این فعالیت به صورت مستقل در ذیل نهادها و سازمان‌های مختلف انجام می‌شد ولی بعد از آن همه این فعالیت‌ها به صورت متمرکز و در وزارت امنیت داخلی ادغام گردید. این وزارت شامل پنج بخش می‌شود که عبارت‌اند از: مدیریت، علوم و تکنولوژی، پاسخ گویی و آماده‌سازی در موارد اضطرار، امنیت مرزها و ترابری و تحلیل اطلاعات و حفاظت از زیرساخت‌ها.
در بخش تحلیل اطلاعات و حفاظت از زیرساخت‌ها دو برنامه عمده وجود دارد که یکی ناظر به امنیت اطلاعات است و دیگر در بخش حفاظت از زیرساخت‌ها طراحی گردیده‌است. این بخش همچنین وظیفه هماهنگی با بخش‌های خصوصی را در برنامه‌ریزی و پیش‌بینی تهدیدات بر عهده دارد. داده‌های تحلیلی این بخش از سازمان‌های اطلاعاتی آمریکا نظیر FBI, CIA و آژانس امنیت ملی آمریکا تأمین می‌شود.
نهادهای اصلی سیاست گذاری در این حوزه شامل شورای امنیت داخلی (HSC) و نیز دفتر امنیت داخلی (OHS) است که وظیفه سیاست گذاری در امنیت اطلاعات و حفاظت از زیرساخت‌ها را بر عهده دارند. همچنین شورای مشورتی زیرساخت ملی (NIAC) که اعضای آن توسط رئیس‌جمهور ایالات متحده انتخاب می‌شوند در ذیل HSC و OHS وظیفه سیاست گذاری در حوزه حفاظت از زیرساخت‌های اطلاعاتی حیاتی (CIIP) را بر عهده دارد.
برنامه حفاظت از زیرساخت‌های ایالات متحده آمریکا ۶ فاز اصلی را برای قبل، حین و بعد از اتفاق برای محافظت از زیر ساخت‌ها ارائه داده‌است.
این فازها شامل تحلیل و ارزیابی، بهسازی، نشانه‌ها و هشدارها، کاهش خطرات، پاسخ به حادثه، بازسازی می‌باشد که در شکل بالا نیز آمده‌است.

### اتحادیه اروپا
در سال ۲۰۰۵ شورای امور داخلی اتحادیه اروپا، کمیسیون اتحادیه اروپا را مأمور کرد که پیشنهاد برنامه‌ای را برای حفاظت از زیرساخت‌های حیاتی اتحادیه اروپا (EPCIP) ارائه دهد. در پاسخ کمیسیون اتحادیه اروپا این پیشنهاد را به یک برنامه شناسایی زیرساخت‌های حیاتی اتحادیه اروپا تبدیل کرد و آن را مبنایی برای بهبود زیرساخت‌های اتحادیه اروپا قرار داد.
این اقدامات منجر به طراحی مجموعه‌ای از اصول، فرایندها و ابزارهایی شد که برای حفاظت از زیرساخت‌های اتحادیه اروپا به کار برده می‌شود که در واقع برای اجرایی کردن EPCIP پیشنهاد شده‌است.
در این پیشنهاد تهدیداتی که لازم به پاسخ دارند نه تنها در حوزه تروریسم دیده شده‌است بلکه شامل تهدیداتی از قبیل فعالیت‌های مجرمانه، بلایای طبیعی و اتفاقات دیگری می‌شود که ممکن است زیرساخت‌ها را تهدید کند. هدف نهایی این برنامه ارتقا حفاظت از زیرساخت‌های اتحادیه اروپاست.
این برنامه یک چهارچوب قانونی را در اتحادیه اروپا به اجرا می‌گذارد که شامل موارد ذیل است:
الف. ایجاد یک رویه برای شناسایی و تعیین زیرساخت‌های حیاتی اتحادیه اروپا و رویکردی مشترک برای ارزیابی نیازهای این زیرساخت‌های برای ارتقا حفاظت از آنها.
ب. طراحی‌های لازم برای اجرا و پیاده‌سازی EPCIP به نحوی که این طراحی شامل برنامه اجرا، شبکه اطلاعات اعلان در زیرساخت‌های حیاتی، آماده‌سازی گروه‌های حفاظت از زیرساخت‌های حیاتی در سطح اتحادیه اروپا، فرایند اشتراک اطلاعات حفاظت از زیرساخت‌های حیاتی در کل اتحادیه اروپا و در نهایت تحلیل و شناسایی وابستگی‌های بین زیرساخت‌ها و دیگر ساختارهای اتحادیه باشد.
ج. ارائه برنامه‌های که در کل کشورهای اتحادیه اروپا قابلیت اجرا داشته باشد و امکان ایجاد همگرایی بین کشورهای حوزه یورو را داشته باشد.
د. ارائه تصویری درست از ابعاد خارجی زیرساخت‌های حیاتی اتحادیه اروپا
هـ. همراه ساختن اقدامات مالی در این زمینه به نحوی که برنامه مدیریت، آماده‌سازی و جلوگیری از مخاطرات امنیتی و تروریستی در بازه زمانی سال‌های ۲۰۰۷ تا ۲۰۱۳ از فرصت‌ها و توانمندی مالی موجود برای حفاظت از زیرساخت‌های اتحادیه اروپا استفاده کند.
همچنین در برنامه کاری اتحادیه اروپا برای اجرای این طرح سه موضوع اساسی ذیل آمده‌است:
اول- توجه به جنبه‌های استراتژیک EPCIP و توسعه اقدامات در این حوزه به حوزه مرتبط دیگر با حفاظت از زیرساخت‌های حیاتی در اتحادیه اروپاست.
دوم- توجه به کاهش میزان نفوذ پذیری در زیرساخت‌های حیاتی در اتحادیه اروپاست که باید در برنامه EPCIP دیده شود.
سوم- توجه به داشتن چهارچوب ارزیابی کشورهای حوزه اتحادیه اروپاست که آن‌ها را از نظر داشتن برنامه‌های ملی در زمینه حفاظت از زیرساخت‌های حیاتی ارزیابی کند.
بر طبق این اصول برنامه‌ای قابل اجرا و مستمر در اتحادیه اروپا تدوین و آماده‌سازی شده‌است.

### استرالیا
در استرالیا سه وزارت خانه دفاع، دادگستری و ارتباطات در حوزه سیاست گذاری و اجرای برنامه‌های حفاظت از زیرساخت‌های حیاتی فعالیت دارند که در این میان وزارت ارتباطات بیشتر وظیفه سیاست‌گذاری و وزارت دفاع بیشتر وظیفه اجرای سیاست‌ها را بر عهده دارد (Serkin, 2005).
وزارت دفاع استرالیا در ذیل خود اداره‌ای بنام سیگنال‌های دفاعی (DSD) دارد که وظیفه اصلی حفاظت از زیرساخت‌های رایانه‌ای و شبکه‌ای را بر عهده دارد. از سوی دیگر این اداره وظیفه دادن هشدارهای امنیتی در فضای تبادل اطلاعات را نیز دارد.
همچنین در استرالیا سازمان مدیریت اطلاعات دولت استرالیا، بخش دیگری از وظایف مربوط به امنیت در فضای اطلاعاتی را بر عهده دارد. این سازمان ذیل نظر وزارت ارتباطات استرالیا است و همچنان که گفته شد، وظیفه این سازمان بیشتر در حوزه سیاست گذاری در حوزه امنیت در فضای تبادل اطلاعات است.
در وزارت دادگستری نیز گروه حفاظت از زیرساخت‌های حیاتی (CIPG) قرار دارد که وظیفه اصلی آن تشخیص مخاطرات و تعیین و ارزیابی آسیب‌پذیری در بخش‌های مختلف اعم از برق، حمل و نقل، موسسات مالی و مخابرات است.
همچنین استرالیا از یک شبکه اشتراک امن اطلاعاتی (TISN) برای جریان داده‌های مربوط به حفاظت از زیر ساخت‌های حیاتی خود بهره می‌برد که در شکل ذیل ساختار نشان داده شده‌است. در این شبکه سازمان‌ها و وزارت خانه‌های مرتبط با زیرساخت‌های حیاتی نقش دارند که شامل سازمان‌های زیر می‌باشد:
- وزارت دادگستری کل
- وزارت کشاورزی، شیلات و جنگلداری
- وزارت ارتباطات و اقتصاد دیجیتال
- وزارت بهداشت
- وزارت زیرساخت، حمل و نقل و توسعه منطقه‌ای
- وزارت منابع، انرژی و گردشگری